# FTSE 100
Financial Times Stock Exchange 100 (FTSE) je cenový index londýnské akciové burzy London Stock Exchange, který je považován za indikátor síly britské ekonomiky a nejrozšířenější ukazatel vývoje londýnského akciového trhu. Index slouží také jako finanční instrument, na jehož vývoji lze vydělávat peníze.

## Charakteristika indexu FTSE 100
FTSE 100 je akciový výběrový index, který obsahuje 100 největších společností z Velké Británie. K revizi vybraných společností dochází každé čtvrtletí výběrem ze sta nejlepších firem z indexu FTSE 250. Pro výběr a zařazení těchto společností do indexu FTSE 100 existuje několik kritérií:
- výše kapitalizace firmy musí přesáhnout 2,6 miliardy liber,
- společnost musí patřit s ohledem na likviditu mezi sto největších z FTSE 250,
- akcie společnosti musí být obchodovatelné na londýnské burze (v eurech nebo librách),
- společnost musí splňovat národní kvality,
- společnost musí mít určitý free float (určité procento obchodovatelných akcií na burze) a likviditu.

Výměna neúspěšných firem v indexu za úspěšnější není nic neobvyklého. Od založení indexu v něm do roku 2022 zůstala jen necelá třetina původních společností.
Protože jde o akciový výběrový index, který se počítá podle tržní kapitalizace, platí, že čím větší kapitalizaci společnost má, tím větší podíl mají její akcie v indexu. Také tento podíl se přepočítává jednou za čtvrt roku.
Sto společností v indexu FTSE zároveň představuje přibližně 80 % celé tržní kapitalizace na londýnské burze.

## Historie FTSE 100
Index byl založen 3. ledna 1984 a jeho výchozí hodnota byla 1000 bodů.
V roce 2006 byl práh kapitalizace pro zařazení do indexu stanoven na hodnotu 2,6 miliardy liber. Ve stejném roce byly nejvýznamnějšími emisemi v bázi indexu emise těchto šesti subjektů: BP, Royal Dutch Shell, HSBC Holdings, The Vodafone Group, the Royal Bank of Scotland Group a GlaxoSmithKline, jejichž hodnota přesáhla 60 miliard liber.
V červnu 2020 se součástí indexu stala společnost Avast, vůbec první česká společnost v indexu.
Nejvyšší hodnoty při uzavření dosáhl index 22. května 2018, tehdy vystoupal do výše 7 877,45 bodů. V ten samý den dosáhl index i nejvyšší intradenní hodnoty 7 903,5 bodů.
Index je aktuálně spravován skupinou FTSE (Financial Times Stock Exchange), což je dceřiná společnost londýnské burzy cenných papírů.

## Výkonnost indexu FTSE 100
Mezi lety 1984 a 2019 dosáhl index průměrné výkonnosti 6,47 % ročně. Jedná se tedy o dlouhodobě stabilně rostoucí a málo volatilní index, což je dáno tím, že odráží výkon stovky firem z různých sektorů. Neúspěch nebo úspěch jedné ze společností se v indexu tedy projeví spíše okrajově. Pokud se pak společnosti dlouhodobě nedaří, je v indexu nahrazena úspěšnější.
Protože index obsahuje mnoho velkých nadnárodních společností, jeho výkonnost neovlivňuje pouze úspěch britské ekonomiky, ale také celosvětové události. Jeho hodnotu proto může snížit globální recese nebo další celosvětové události.
O jeho stabilitě svědčí také to, že ač v roce 2022 zasáhla svět rostoucí inflace, vyšší úrokové sazby, válka na Ukrajině a obavy z recese, index uzavřel rok 2022 s výnosem 0,9 %. V roce 2021 skončil dokonce s výnosem 14,3 %.
Z těchto důvodů patří index FTSE 100 mezi obchodníky k nejužívanějším a nejoblíbenějším indexům na světě. S indexem lze obchodovat přímo na burze nebo s pomocí CFD brokera.